# École des hautes études en santé publique
 (février 2013).
L'École des hautes études en santé publique (EHESP), dont le siège est situé à Rennes dans le département français d'Ille-et-Vilaine en région Bretagne, sur le campus de Villejean, est avec l'Institut national du service public (INSP) et l'Institut national des études territoriales (INET), l'une des trois grandes écoles françaises de la fonction publique. Elle est spécialisée dans la formation des cadres et des cadres supérieurs, français ou étrangers, de la santé publique et exerce des missions d'enseignement et de recherche dans le domaine sanitaire. L'EHESP reprend les missions de l'ex-École nationale de la santé publique (ENSP) créée en 1945 et de l'université au 1er janvier 2008. Au 1er janvier 2023, elle devient un établissement-composante de la nouvelle université de Rennes,.
Ce grand établissement, placé sous la tutelle conjointe des ministres chargés de la santé et des affaires sociales, de l'enseignement supérieur et de la recherche, est membre du Réseau des écoles du service public, ainsi que de la Conférence des grandes écoles. L'école emploie 90 professeurs permanents, auxquels s'ajoutent 1 300 conférenciers, pour une capacité de 10 000 élèves/étudiants et stagiaires en formation initiale ou formation continue (9 000 stagiaires et 400 sessions) et la préparation aux concours (500 inscrits).

## Historique

### Naissance de l'ENSP à Paris
Cette section ne s'appuie pas, ou pas assez, sur des sources secondaires ou tertiaires indépendantes du sujet. Le texte peut contenir des analyses inexactes ou inédites de sources primaires.
Pour l'améliorer, ajoutez-en, ou placez des modèles {{Source secondaire souhaitée}} ou {{Source secondaire nécessaire}} sur les passages mal sourcés. (avril 2022)
Après la Seconde Guerre mondiale, la quatrième République met en marche de grandes réformes portant sur la protection sociale ; le ministère de la Santé publique et de la Population décide donc de former des cadres qui veilleront à mettre en œuvre ces nouvelles politiques et qui auront pour vocation de dessiner les contours d'un dispositif administratif de veille sanitaire.
L'École nationale de la santé publique (ENSP) dépend tout d'abord de l'Institut national d'hygiène (le futur INSERM). Elle est créée par l'ordonnance du 19 octobre 1945 portant réorganisation du ministère de la santé publique (art. 13) et a pour mission d'assurer le perfectionnement des médecins, des pharmaciens et des techniciens de la santé sur des sujets directement médicaux mais aussi administratifs. Son premier directeur est le docteur Daniel Santenoise.
Un arrêté du 9 mai 1949 lui permet d’accueillir des boursiers étrangers. Un arrêté interministériel du 26 février 1958 crée un diplôme conjoint du ministère de la santé et du ministère de l’éducation nationale dénommé « diplôme d’État en santé publique » et destiné à des médecins.
Le contexte favorise une spécialisation de l'école sur des sujets juridiques et administratifs, bien au-delà des simples questions d'hygiène. Ainsi, l'ENSP devient une école d'application et de perfectionnement et d'adresse pour les cadres des ministères dans le champ du sanitaire et du social.

### Arrivée de l'ENSP à Rennes
Cependant, l'école ne disposait pas à l'époque d'un véritable personnel enseignant permanent. Face à la demande de plus en plus pressante en matière d'éradication des épidémies, et compte tenu de la volonté de sanctionner les études par une qualification diplômante, la décision est prise de rendre l'école autonome et de la transférer ailleurs. La loi du 28 juillet 1960 érige d'abord l'école en établissement public administratif et le décret du 13 avril 1962 organise et prévoit sa localisation à Rennes.
L'école dispose alors d'un véritable campus, d'un budget de fonctionnement et d'une reconnaissance nationale et internationale. Le premier directeur de la nouvelle école est le professeur de pédiatrie Jean Senecal.

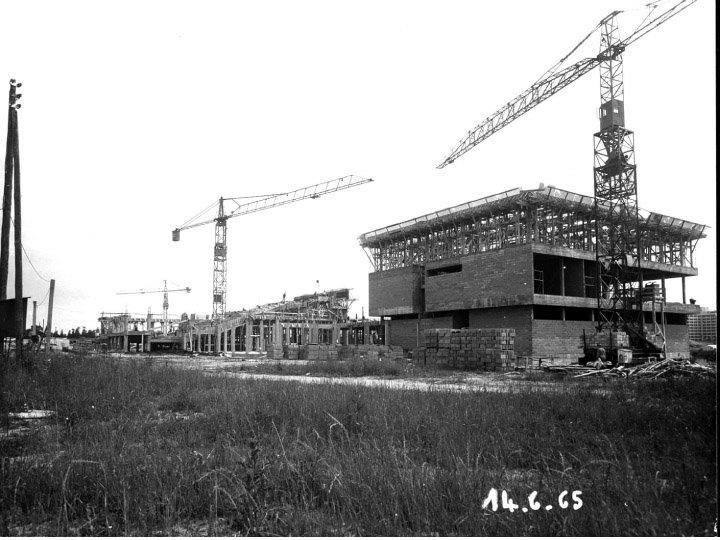
Construction de l'ENSP à Rennes - 1965. Crédit photographique : Direction de la communication EHESP.

L'école continue de former les cadres fonctionnaires du secteur sanitaire et social, bien que la part de l'intervention de l'école a pu varier dans le temps, par exemple, pour la formation des inspecteurs des affaires sanitaires et sociales (IASS) ou pour leur spécialisation comme responsable informatique et organisation (IASS-RIO) parfois organisées avec l'Institut régional d'administration de Lille. Cependant, les ambitions d'ouverture vers la recherche et l'enseignement supérieur étaient grandes mais furent partiellement déçues. La nouvelle institution devait par exemple être dotée de deux équipes INSERM, l’une en sciences sociales, l’autre en santé publique (elles furent finalement créées ailleurs). Le premier directeur souhaitait que les assistants des facultés de médecine enseignant la santé publique passent par l’ENSP, ce qui ne se réalisa pas. Le ministre des affaires sociales s’opposa même à ce que l'université de Rennes I délivre un doctorat en collaboration avec l'école. On note cependant que le 13 février 1973, le diplôme d’ingénieur du génie sanitaire entre dans la liste des titres d’ingénieur comme diplôme de spécialisation, et cela jusqu'en 2019,.
C'est de la volonté d'avoir une école couvrant tout le champ de la santé publique au sens international, et donc, son articulation nécessaire avec le monde universitaire, que naît l'idée de faire évoluer l'ENSP vers une nouvelle structure.

### Naissance de l'EHESP
Cette section ne s'appuie pas, ou pas assez, sur des sources secondaires ou tertiaires indépendantes du sujet. Le texte peut contenir des analyses inexactes ou inédites de sources primaires.
Pour l'améliorer, ajoutez-en, ou placez des modèles {{Source secondaire souhaitée}} ou {{Source secondaire nécessaire}} sur les passages mal sourcés. (avril 2022)
Éclairée par le rapport de l'IGAS/IGAENR concernant la création de l'École des hautes études en santé publique (EHESP), la loi no 2004-806 du 9 août 2004 relative à la politique de santé publique (art. 84-87) créé la nouvelle école en tant qu'établissement public à caractère scientifique, culturel et professionnel, selon le statut des grands établissements du code de l’éducation. Elle succède de plein droit à l'ex-ENSP (art. 86) et reprend l'ensemble de ses missions en les élargissant aux champs de l'enseignement supérieur classique et de la recherche universitaire (masters et doctorats).
Cependant, il aura fallu une longue réflexion, concrétisée notamment par la remise du rapport Hardy (précité), ainsi qu'une concertation avec les principaux partenaires socioprofessionnels, pour que la décision de créer l'EHESP soit finalement adoptée en conseil des ministres le mercredi 6 décembre 2006, sur proposition du ministre de la santé, Xavier Bertrand :
Le décret no 2006-1546 du 7 décembre 2006 traduit ainsi juridiquement la transformation de l'école qui devait entrer en vigueur le 1er janvier 2007. Il consacre le rapprochement de l'École nationale de la santé publique (ENSP) et de l’université en lui conférant compétence de plein droit en matière d'enseignement supérieur.

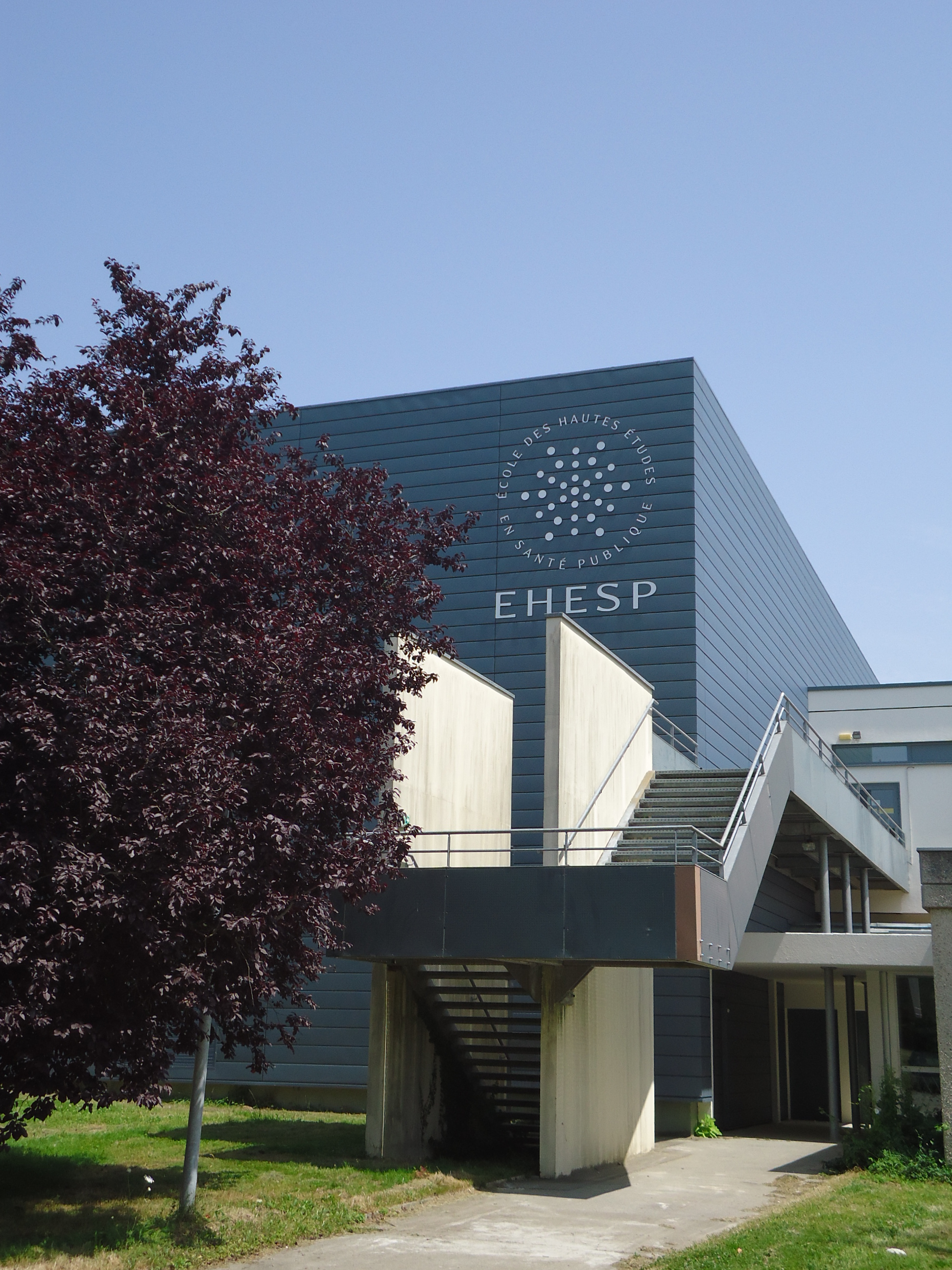
Crédit photographique : Direction de la communication EHESP.

La nouvelle école vise donc à mettre en réseau les compétences existantes. Comme le souligne l'exposé des motifs de la loi de 2004, les médecins étaient formés à la santé publique dans le cadre de leur cursus de base et au travers d’une filière de l’internat. Par ailleurs, les fonctionnaires étaient formés au travers d’une école professionnelle, l’ENSP qui ne délivrait pas de diplômes reconnus sur le plan européen. Ces dispositifs étaient insuffisamment coordonnés, artificiellement cloisonnés et quantitativement insuffisants. Or était soulignée l'importance que revêtait, pour les agents travaillant pour l’État, de pouvoir bénéficier de formations diplômantes. Plutôt que de créer une structure de plus, l’objectif était donc de permettre aux différentes institutions impliquées de mettre en commun leurs ressources pédagogiques au sein d'une véritable école de santé publique.
À cette fin, l'EHESP poursuit notamment la mission de l'ENSP d'assurer la formation statutaire de nombreux métiers du sanitaire et du social. De par son statut universitaire, elle va développer la recherche et l’élargir à l'international.
Après une mise en route progressive, l'EHESP n'est entrée pleinement dans le paysage institutionnel qu'au 1er janvier 2008, après l'installation de son conseil d'administration et la nomination de son directeur, le professeur Antoine Flahault, praticien hospitalier, épidémiologiste et spécialiste des maladies émergentes.

### Liste des directeurs de l'ENSP puis de l'EHESP
- 1945-1960 : Daniel Santenoise
- 1962-1965 : Jean Senecal
- 1965-1975 : Jean-Simon Cayla
- 1975-1979 : Pierre Leclerc
- 1979-1982 : Louis Picard
- 1982-1986 : Jean-Paul Picard[15]
- 1986-1993 : Christian Rollet[16]
- 1993-1998 : Emmanuèle Mengual[17]
- 1998-2003 : Pascal Chevit[18]
- 2003-2007 : Jacques Hardy[19]
- 2007-2008 : Dominique Bertrand[20]
- 2008-2012 : Antoine Flahault[21]
- 2013-2022 : Laurent Chambaud[22]
- Depuis le 14 octobre 2022 : Isabelle Richard[23].

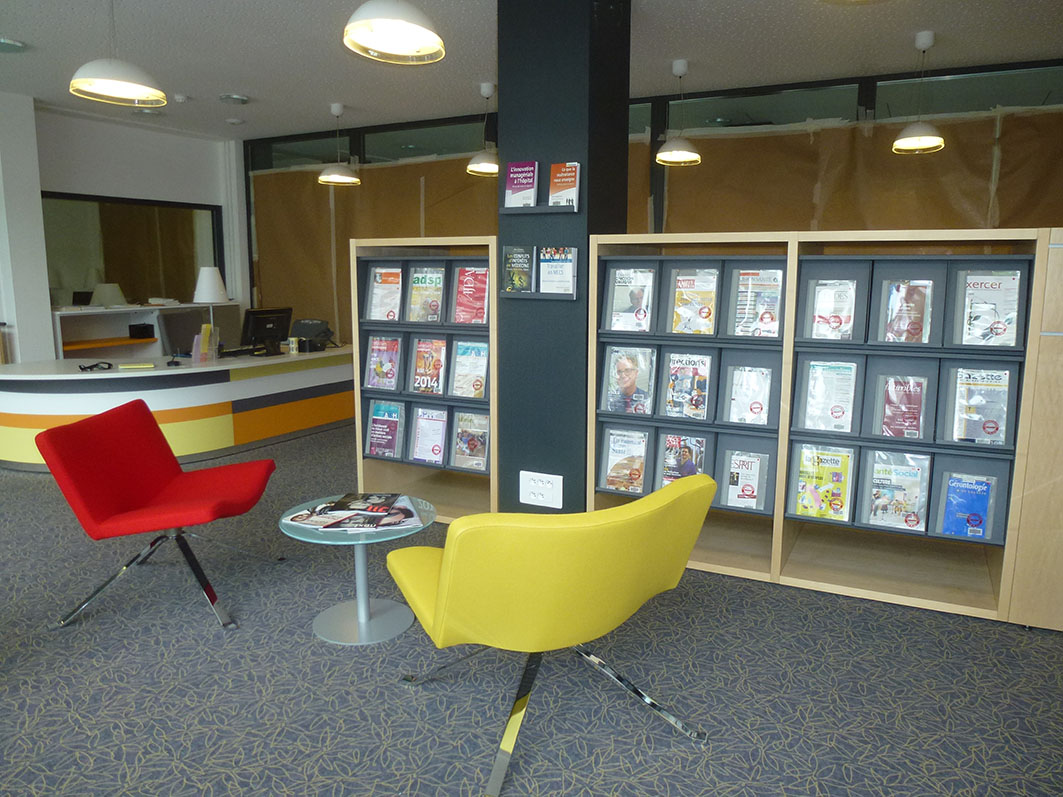
Bibliothèque EHESP - Crédit photographique : Direction de la communication EHESP.

## Formation

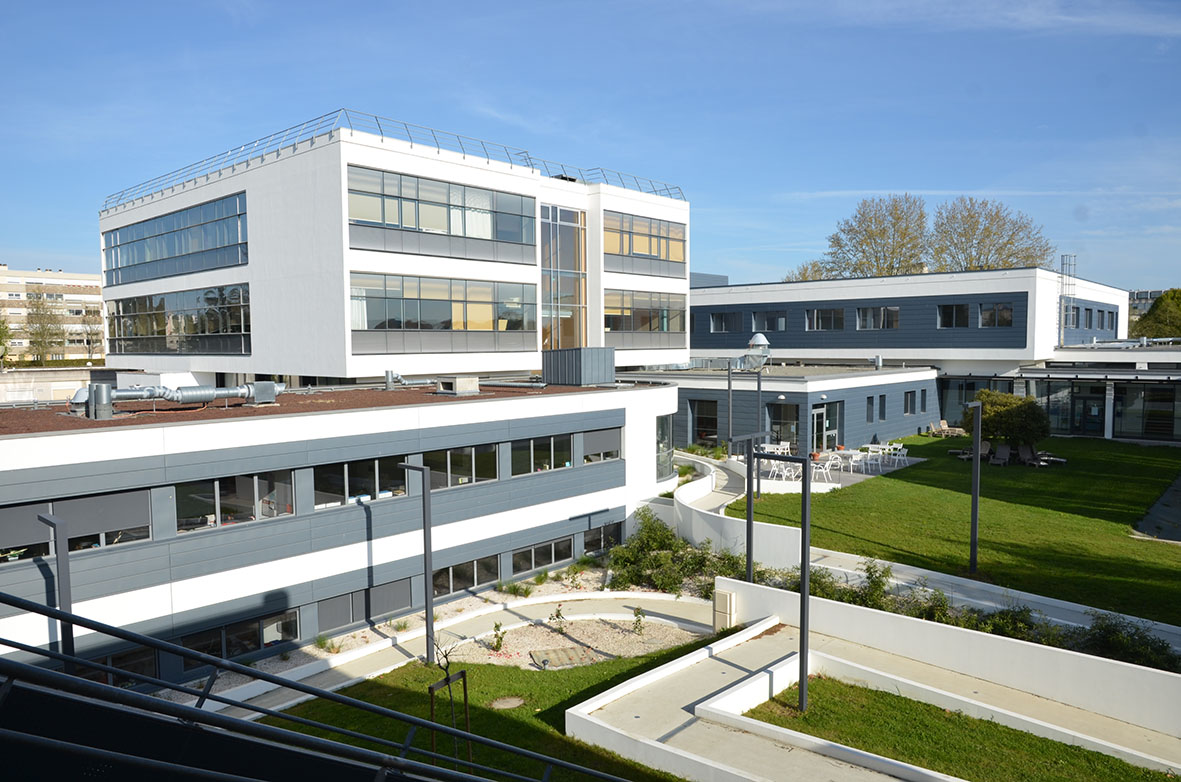
EHESP - Bâtiment Robert-Debré.

L'EHESP a pour vocation de former les cadres supérieurs administratifs et techniques de la santé publique, dans tous les domaines sanitaires, sociaux et médico-sociaux, du secteur public ou privé.

## Évolution démographique
Évolution démographique de la population universitaire 

| 2006 | 2007 | 2008 | 2009 | 2010 | 2011 | 2012 | 2013 |
| ---- | ---- | ---- | ---- | ---- | ---- | ---- | ---- |
| 26   | 23   | 21   | 119  | 137  | 149  | 188  | 259  |

| 2014 | 2015 | 2016 | 2017 | 2018 | 2019 | 2020 | 2021 |
| ---- | ---- | ---- | ---- | ---- | ---- | ---- | ---- |
| 332  | 307  | 326  | 400  | 416  | 437  | 355  | 348  |

| 2022 | - | - | - | - | - | - | - |
| ---- | - | - | - | - | - | - | - |
| 433  | - | - | - | - | - | - | - |